# Michigan Automobile Company
Michigan Automobile Company war ein US-amerikanischer Hersteller von Automobilen.

## Unternehmensgeschichte
Byron J. Carter gründete 1901 das Unternehmen in Grand Rapids in Michigan. Er begann mit der Produktion von Automobilen. Die Markennamen lauteten Carter und Michigan. Im gleichen Jahr endete die Produktion. Die Clipper Autocar Company setzte 1902 die Produktion unter eigenem Markennamen fort.
Carter gründete daraufhin die Jackson Automobile Company und später die Cartercar Company.
Es gab keine Verbindungen zu Washington Motor Car Company und Richard Carter Automobile Company, die ebenfalls Fahrzeuge als Carter vermarkteten, und zu Fuller & Sons Manufacturing Company (1903–1907), Michigan Motor Car Company (1904–1913) und Michigan Hearse & Motor Company (1916), die gleichfalls den Markennamen Michigan benutzten.

## Fahrzeuge
Das einzige Modell war ein Dampfwagen. Das Fahrzeug war als offener Runabout karosseriert und bot Platz für zwei Personen. Das Verdeck war serienmäßig. Gelenkt wurde mit einem Lenkhebel. Der Neupreis betrug 1000 US-Dollar. Zum Vergleich: Ein Oldsmobile Curved Dash mit Ottomotor kostete ohne Verdeck 650 Dollar.